# August Grabski
August Grabski (ur. 25 maja 1971 w Zgierzu) – polski historyk, doktor habilitowany nauk humanistycznych, nauczyciel akademicki Wydziału Historycznego Uniwersytetu Warszawskiego i SWPS Uniwersytetu Humanistycznospołecznego, pracownik naukowy Żydowskiego Instytutu Historycznego. Zajmuje się naukowo powojennymi dziejami Żydów w Polsce w tym żydowskim życiem religijnym oraz działalnością Związku Religijnego Wyznania Mojżeszowego, jak też marksizmem, trockizmem, antysemityzmem i antysyjonizmem.

## Życiorys
W 1998 ukończył studia na Uniwersytecie Warszawskim. W 2008 na Wydziale Historycznym Uniwersytetu Warszawskiego uzyskał stopień doktora nauk humanistycznych w zakresie historii za rozprawę Działalność komunistów wśród Żydów w Polsce (1944–1949) napisaną pod kierunkiem prof. Jerzego Tomaszewskiego. Tam też otrzymał w 2019 stopień naukowy doktora habilitowanego nauk humanistycznych.
W latach 1996–2016 pracownik Żydowskiego Instytutu Historycznego w Warszawie. W 2016 został pracownikiem Instytutu Historycznego UW.
Był członkiem zarządu i sekretarzem Stowarzyszenia Żydowski Instytut Historyczny w Polsce.
Publikował m.in. na łamach pism: Biuletyn Żydowskiego Instytutu Historycznego, Dziś, Dalej! pismo socjalistyczne, Gazeta Wyborcza, Jednota, Komandos, Kwartalnik Historii Żydów, Midrasz, Obywatel, Przegląd, Rzeczpospolita i Słowo Żydowskie. 
Był związany z socjaldemokratycznym miesięcznikiem Dziś oraz trockistowskim Nurtem Lewicy Rewolucyjnej (NRL). Działacz Towarzystwa Kultury Żydowskiej "Beit Warszawa". Ekspert sejmowej Komisji Mniejszości Narodowych i Etnicznych RP.

## Wybrane publikacje
- 2021: Rozwiązana zagadka syjonistów-rewizjonistów po Zagładzie, „Kwartalnik Historii Żydów” 2021, nr 2 (278), s. 654- 659.
- 2015: Centralny Komitet Żydów w Polsce (1944-1950). Historia polityczna
- 2011: Rebels Against Zion: Studies on the Jewish Left Anti-Zionisim (redaktor)
- 2010: Atlas historii Żydów polskich (współautor)
- 2010: Narody i polityka. Studia ofiarowane prof. Jerzemu Tomaszewskiemu (wraz z Arturem Markowskim).
- 2008: Żydowski Związek Wojskowy. Historia przywrócona (wraz z Maciejem Wójcickim).
- 2008: Lewica przeciwko Izraelowi. Zbiór studiów o żydowskim lewicowym antysyjonizmie
- 2007: Żydzi a lewica. Zbiór studiów historycznych
- 2006: Dekady: 1995-2005 (wraz z Agatą Nowakowską)
- 2004: Działalność komunistów wśród Żydów w Polsce (1944-1949)
- 2003: Między emigracją a trwaniem. Syjoniści i komuniści żydowscy w Polsce po Holokauście (wraz z Grzegorzem Berendtem)
- 2003: Trockizm, doktryna i ruch polityczny (wraz z U. Ługowską)
- 2002: Żydowski ruch kombatancki w Polsce w latach 1944-1949
- 2000: Studia z historii Żydów w Polsce po 1945 r. (wraz z A. Stankowskim i G. Berendtem)
- 1997: Studia z dziejów i kultury Żydów w Polsce po 1945 r. (wraz z A. Stankowskim i M. Pisarskim)